# Scherpenheuvel (Scherpenheuvel-Zichem)
Scherpenheuvel (fr. Montaigu) – dzielnica (deelgemeente) miasta Scherpenheuvel-Zichem w Belgii, w Regionie Flamandzkim, w prowincji Brabancja Flamandzka, w okręgu Leuven. 1 stycznia 2020 roku liczyła 7212 mieszkańców. Do 31 grudnia 1976 samodzielna gmina.  

## Demografia
Liczba mieszkańców, stan na 1 stycznia:
| Rok                | 1930 | 1970 | 2020 |
| ------------------ | ---- | ---- | ---- |
| Liczba mieszkańców | 4506 | 6215 | 7212 |